# St. Johannes Baptist (Dietratried)

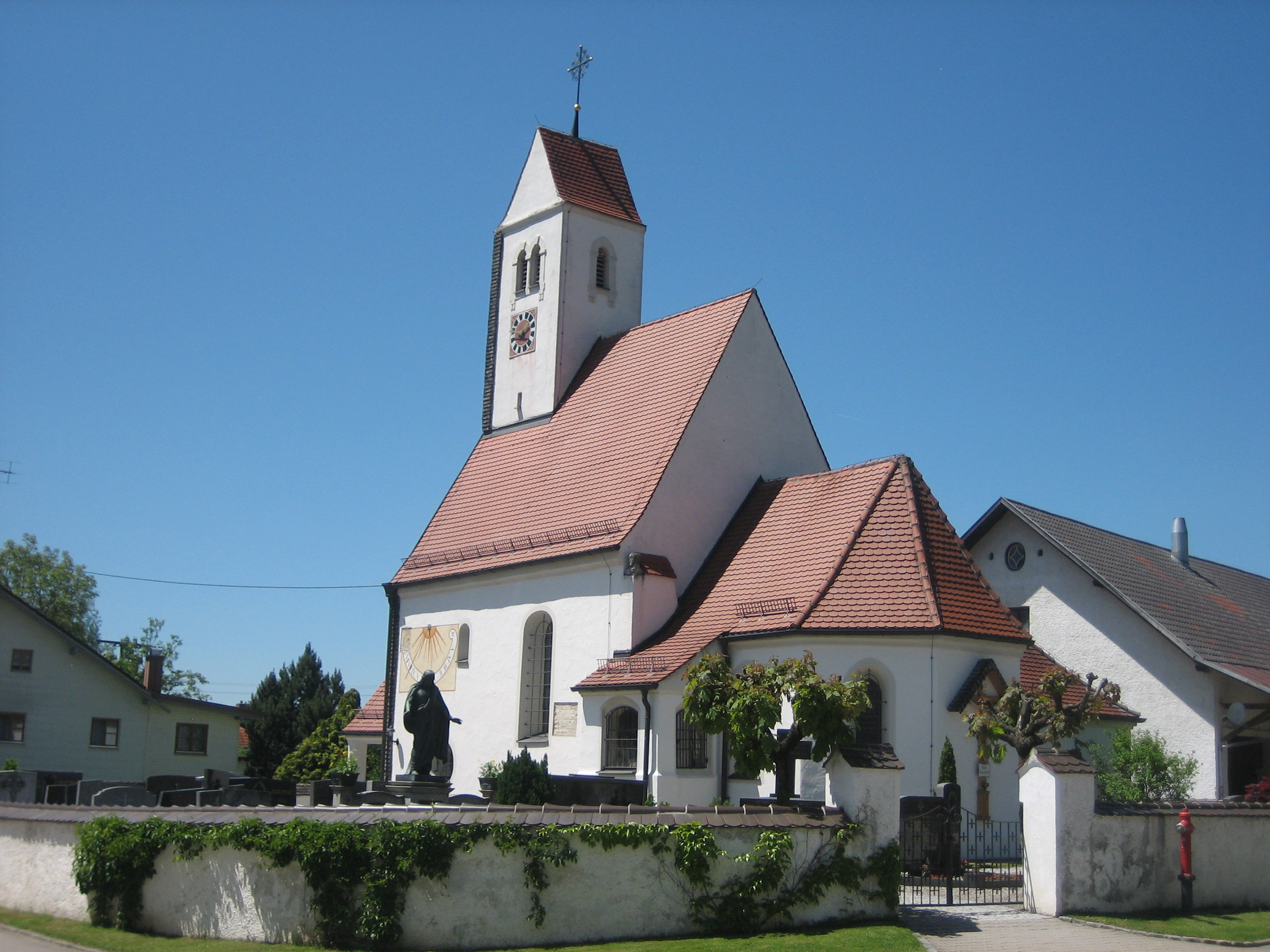
Kirche St. Johannes Baptist in Dietratried

Die Filialkirche St. Johannes Baptist befindet sich im Ortsteil Dietratried bei Wolfertschwenden und trägt das Patrozinium des Johannes des Täufers.

## Geschichte
St. Johannes Baptist, erstmals erwähnt 1167, war ehemals eine Filialkirche von Woringen. Der Ort Dietratried wurde 1433 von seinem damaligen Besitzer Diepold Zwicker an das Kloster Ottobeuren verkauft. Die Inkorporation der Kirche nach Ottobeuren fand jedoch erst im Jahre 1699 statt. Die Filialkirche wurde zuletzt in den Jahren 1992 bis 1995 renoviert. Das Kirchenschiff besitzt noch einen romanischen Kern, der Chor ist jedoch spätgotisch. Die Filialkirche St. Johannes Baptist steht heute unter Denkmalschutz.

## Ausstattung

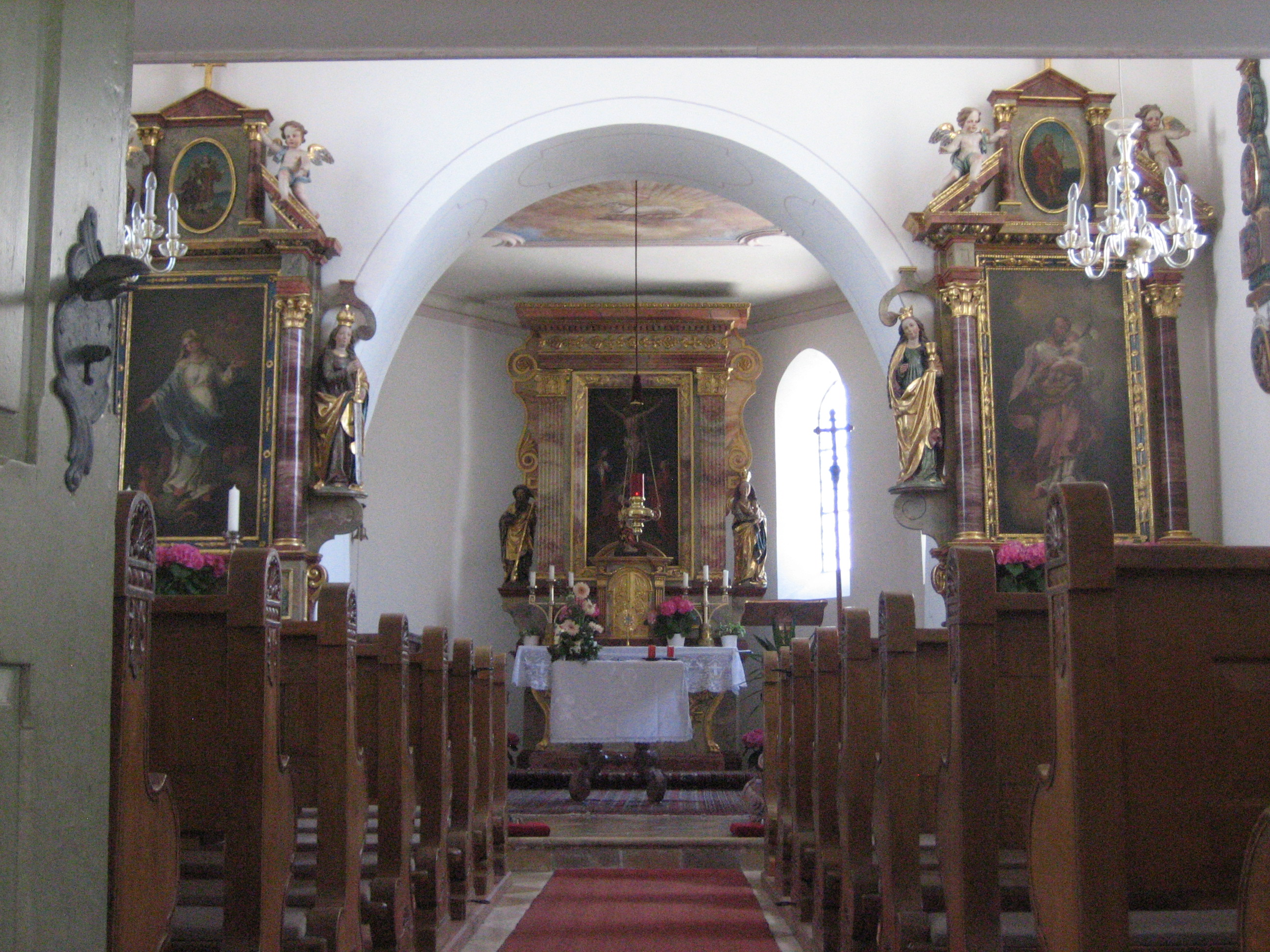
Innenansicht

Das Hochaltarblatt zeigt die Kreuzigungsszene und wurde Ende des 17. Jahrhunderts geschaffen. Links des Hochaltares befindet sich eine spätgotische Figur des Judas Thaddäus, auf der rechten Seite die Figur der Muttergottes. An den beiden Seitenaltären befinden sich auf Volutenkonsolen die Figuren der hl. Katharina und der hl. Barbara. Beide Figuren entstanden um 1480/1490 in der Werkstatt von Ulrich Mair in Kempten. Die Engelfiguren, welche oberhalb auf beiden Seitenaltären angebracht sind, wurden um 1706 durch Matthäus Zick aus Ottobeuren geschaffen. Das Deckenfresko entstand im Jahr 1913 und zeigt die Taufe Jesu Christi. Es trägt die Signatur Gebr. Haugg 1913.